# Eduardo Dato

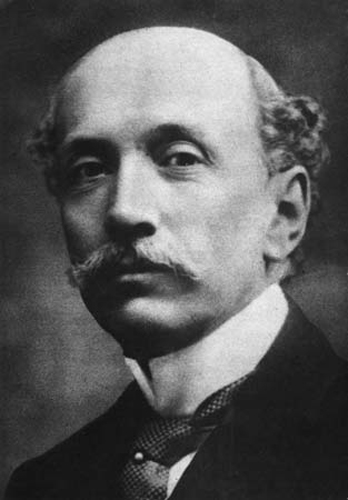
Eduardo Dato.

Eduardo Dato e Iradier (La Coruña, 12 augustus 1856 – Madrid, 8 maart 1921) was een Spaans politicus. Hij was driemaal premier van Spanje en behoorde tot de Conservatieve Partij, waarvan hij van 1913 tot aan zijn dood de partijvoorzitter was.

## Levensloop
Hij werd geboren in de Spaanse regio Galicië, maar trok tijdens zijn jeugd met zijn familie naar Madrid. Daar sloot hij in 1875 zijn studie in de rechtswetenschappen succesvol af, waarna hij twee jaar later actief werd als advocaat.
In 1884 werd hij voor de Conservatieve Partij verkozen tot afgevaardigde in het Congres van Afgevaardigden en bleef dit tot aan zijn dood. Van mei 1907 tot april 1910 was hij de voorzitter van het Congres van Afgevaardigden.
In 1892 werd hij onderstaatssecretaris van Binnenlandse Zaken. In de twee regeringen van Francisco Silvela y de Le Vielleuze was hij minister van Binnenlandse Zaken (1899-1900) en van Justitie (1902-1903). Van 1907 tot 1909 was hij tevens burgemeester van Madrid.
Van 27 oktober 1913 tot en met 9 december 1915 was hij voor een eerste maal premier van Spanje en van 1914 tot 1915 was hij tegelijkertijd minister van Justitie. Tijdens zijn premierschap besloot Spanje neutraal te blijven in de Eerste Wereldoorlog. Van 11 juni tot en met 3 november 1917 was hij een tweede maal premier en tegelijkertijd minister van Buitenlandse Zaken. Van 5 mei 1920 tot en met 8 maart 1921 was hij een derde maal premier van Spanje en tegelijkertijd minister van Marine.
Toen hij op 8 maart 1921 het parlementsgebouw van Madrid verliet, werd hij door een Catalaanse anarchist doodgeschoten.

## Onderscheidingen en ereambten
In 1910 werd hij lid van de Real Academia de Ciencias Morales y Políticas en in 1913 werd hij ondervoorzitter van de Permanent Hof van Arbitrage. Na zijn dood verleende koning Alfons XIII hem postuum de erfelijke adeltitel "hertog van Dato".
Tevens werd hij met het grootkruis onderscheiden in volgende ordes: de Orde van Karel III, de Orde van Sint-Gregorius de Grote en de Portugese ridderordes Orde van Christus en de Orde van de Toren en het Zwaard.
- Biblioteca Nacional de España: XX961360
- Bibliothèque nationale de France: cb14977307n (data)
- Catàleg d'autoritats de noms i títols de Catalunya: 981058511772006706
- Gemeinsame Normdatei: 119278111
- International Standard Name Identifier: 0000 0000 5952 0909
- Library of Congress Control Number: n79041980
- Nederlandse Thesaurus van Auteursnamen: 118929712
- Système universitaire de documentation: 145505014
- Virtual International Authority File: 8194335
- WorldCat: E39PBJvHftBmKqvWyCq7bJvmBP